# Enterprise (raketoplán)

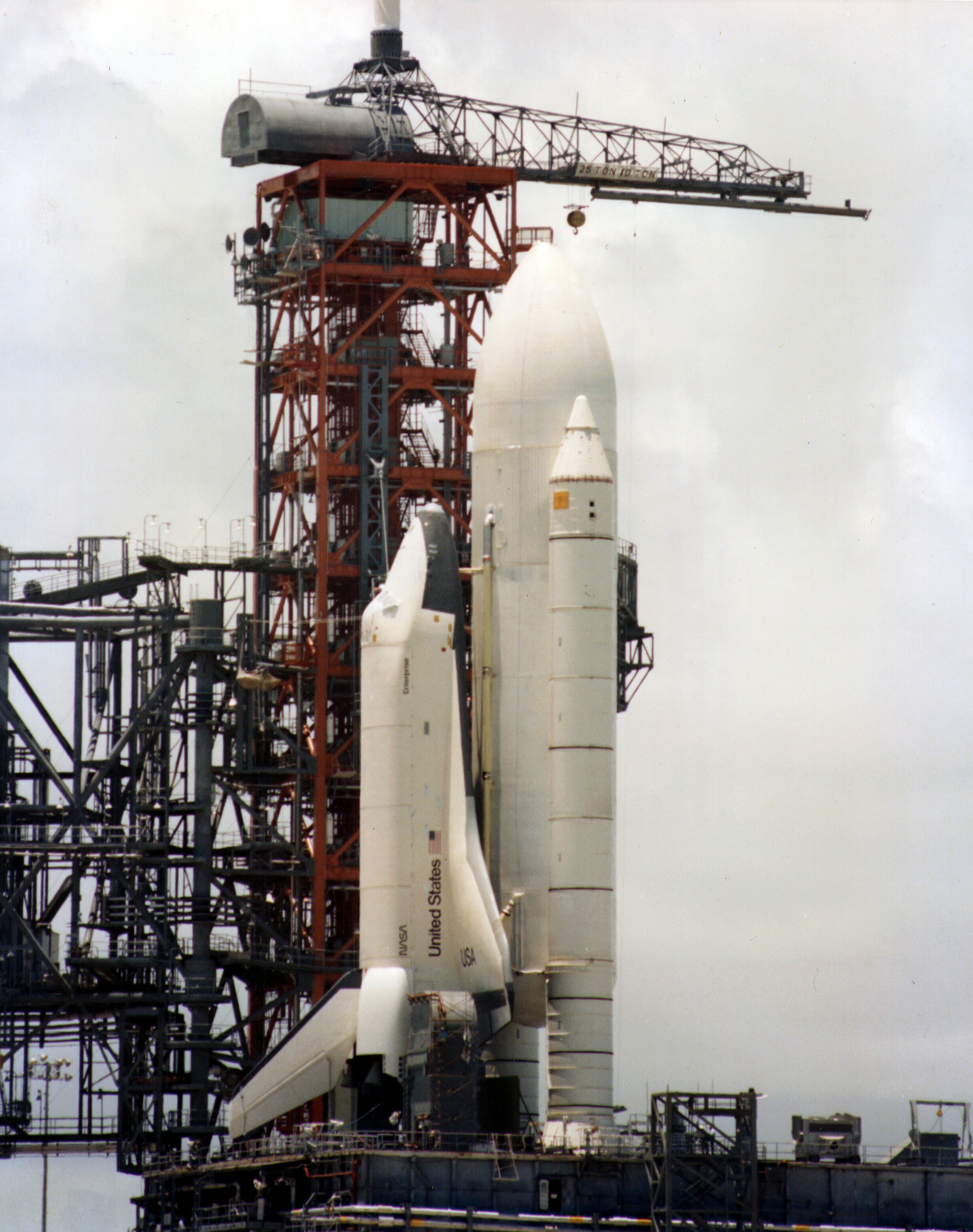
Enterprise ve startovní konfiguraci 1. června 1979

Raketoplán Enterprise (OV-101) byl první americký kosmický raketoplán, který byl postaven pro NASA. Sloužil jako testovací exemplář a nikdy neletěl do vesmíru.

## Vznik
Podle prvních plánů NASA měl být tento raketoplán pojmenován Constitution (ústava). Na popud fanoušků vědeckofantastického seriálu Star Trek, kteří sepsali petici prezidentu Fordovi, se název lodi změnil (podle jedné z kosmických lodí v tomto seriálu) na Enterprise. Na slavnostním křtu raketoplánu, který se konal 17. září 1976 byl přítomen i scenárista Star Treku Gene Roddenberry a někteří herci.

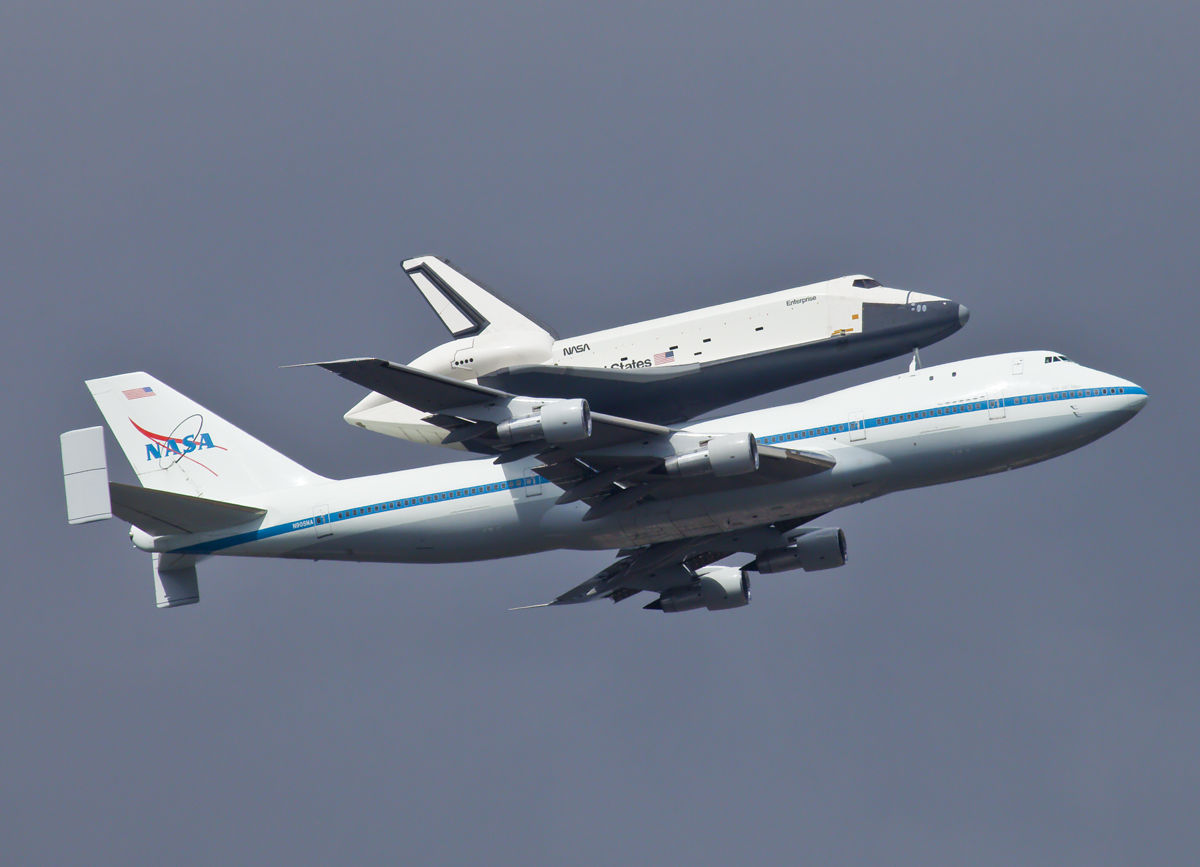
Enterprise při svém posledním letu nad New Yorkem

Enterprise sloužila hlavně k testovacím letům, celkem se testovala 9 měsíců v roce 1977, během nichž se prověřily základní aspekty létání raketoplánů a vyzkoušel se i systém přepravy raketoplánu v atmosféře pomocí upraveného letadla Boeing 747. Při tomto způsobu přepravy je raketoplán připevněn ke speciální konstrukci nad trupem letadla a oba stroje jsou tak při letu poháněny pouze motory letadla. Enterprise zpočátku létala bez posádky (osm letů v únoru 1977) – to se měřila zejména charakteristika letu a aerodynamika, později s dvoučlennou posádkou (osm letů mezi červnem a zářím 1977). Do vesmíru se však nedostala nikdy.
Po skončení testovacích letů ještě jednou posloužila jako testovací exemplář při stavbě startovací rampy pro raketoplány na vojenské základně Vandenberg na západním pobřeží USA. Po havárii Challengeru vojáci od svých plánů upustili (svou roli sehrálo i ukončení programu SDI) a stavba byla zakonzervována a nikdy nebyla použita. Při testech se totiž zjistilo, že podmínky na základně (klimatické, ale i technické) jsou natolik odlišné od těch panujících na Mysu Canaveral, že jakýkoli pokus o start raketoplánu by s určitostí skončil katastrofou. Dnes je rampa rozebrána a základna SLC-6 slouží k vypouštění raket Delta IV společnosti ULA se špionážními družicemi na polární oběžnou dráhu.

## 80. a 90. léta

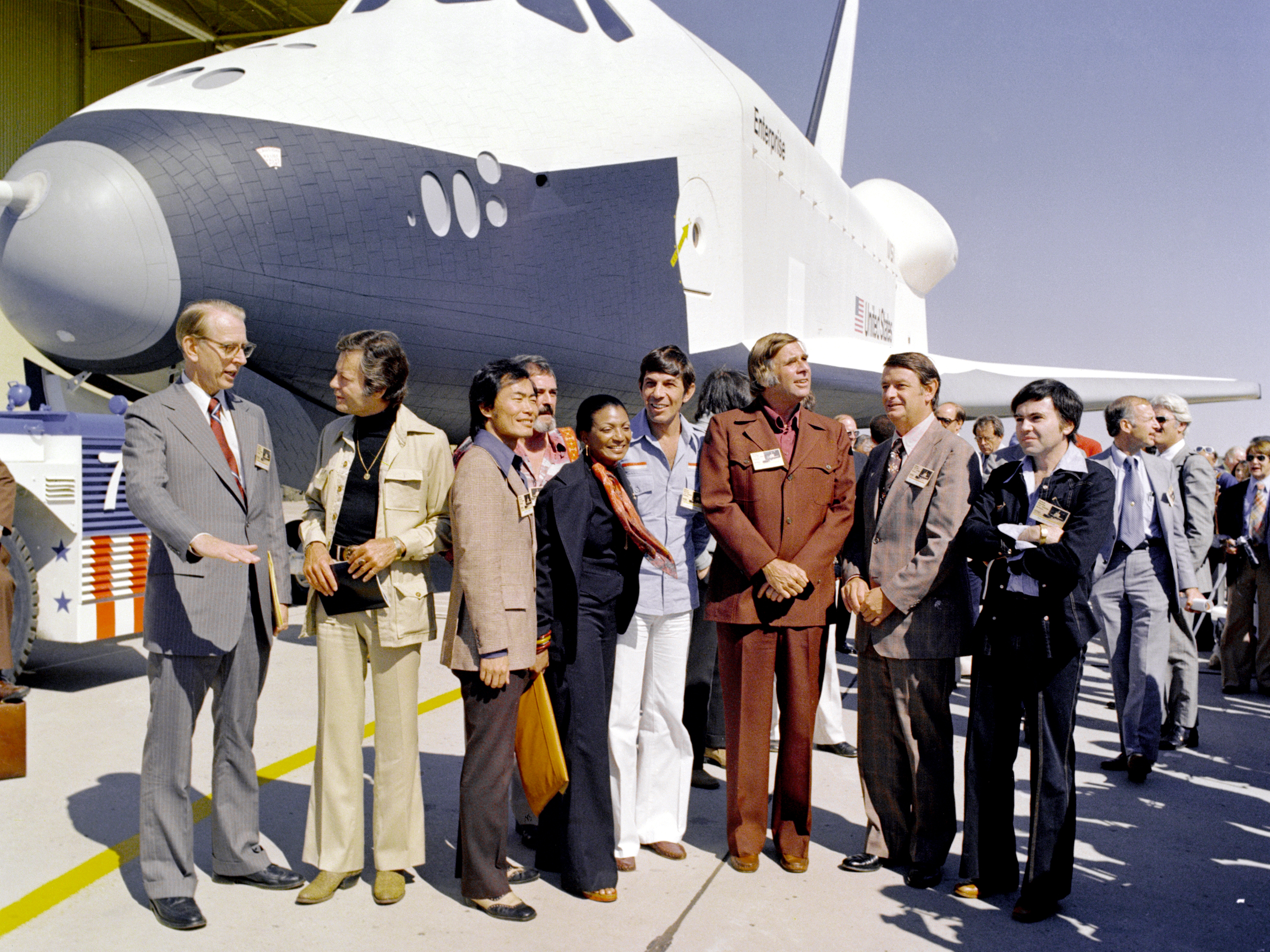
Křest raketoplánu Enterprise

Enterprise absolvovala cestu po západní Evropě, kde byla představena široké veřejnosti. V roce 1985 se stala majetkem Smithsonianského muzea ve Washingtonu. Po zničení raketoplánu Challenger 28. ledna 1986 se uvažovalo o přestavbě Enterprise na letuschopný exemplář, ale ukázalo se, že je levnější postavit další raketoplán – Endeavour. Je potřeba si uvědomit že Enterprise byla postavena pouze jako testovací prototyp pro použití v atmosféře a jako vesmírné plavidlo nebyla nikdy určena a tudíž ani použitelná.

## Konec v muzeu

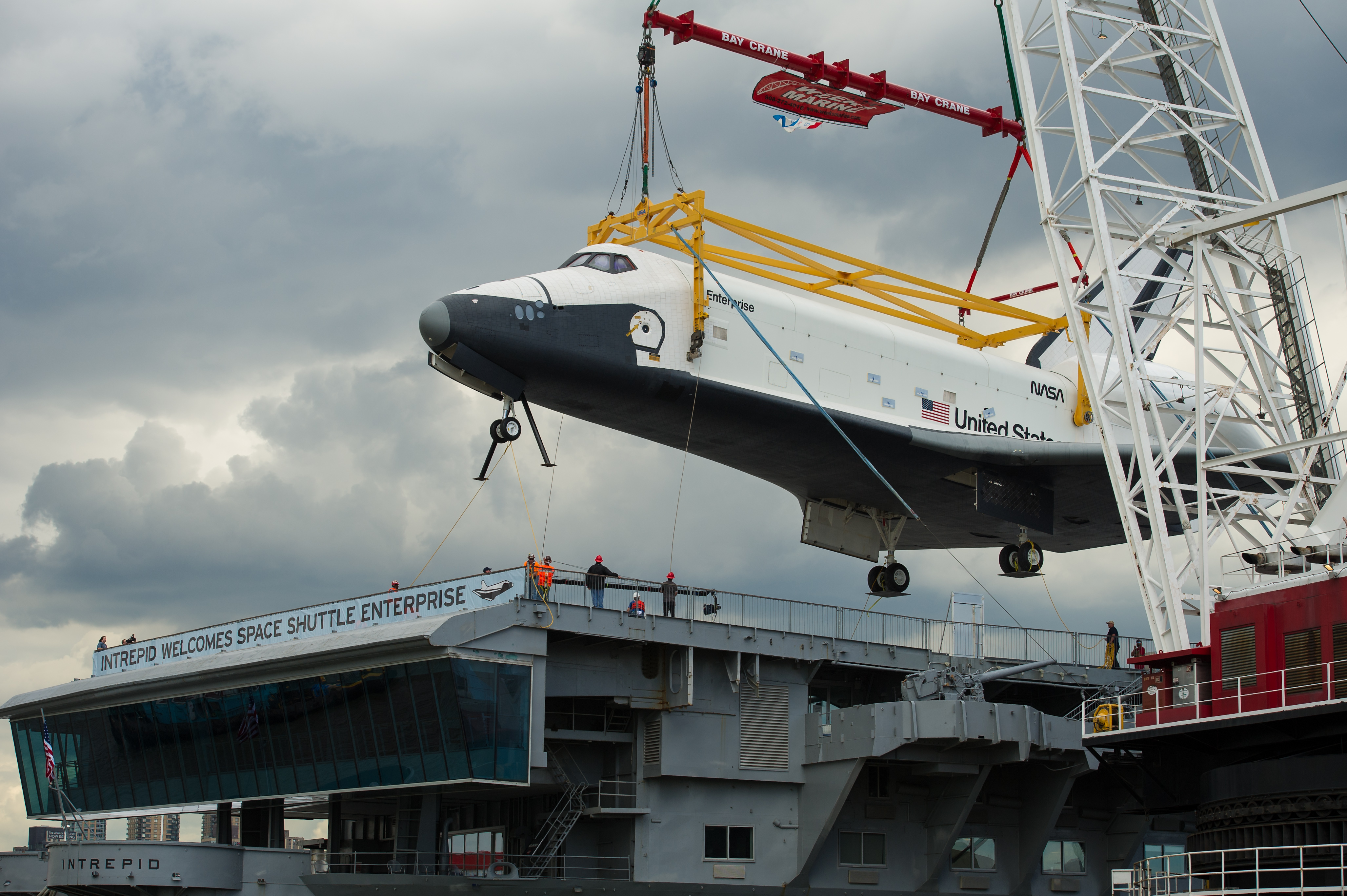
Vyzvedávání raketoplánu na palubu USS Intrepid

Všechny raketoplány tohoto typu byly vyřazeny v roce 2011 a věnovány do muzeí. Testovací raketoplán Enterprise byl zprvu ve Washingtonu, v roce 2012 byl přestěhován do Intrepid Sea, Air & Space Museum v New Yorku, kde je od 19. července toho roku vystaven na palubě letadlové lodi USS Intrepid.
29. října 2012 došlo vlivem bouře, doprovázející hurikán Sandy, k poškození svislé ocasní plochy Enterprise a pavilónu, ve kterém je raketoplán vystaven. Pavilón byl následně uzavřen. Škody na raketoplánu byly odstraněny během dubna 2013 a ke znovuotevření pavilónu došlo 10. července 2013. Díky roli, kterou Enterprise sehrála během programu Space Shuttle, byla Enterprise 13. března 2013 zařazena do Národního seznamu historických míst.